# Teemu Mäntysaari
Teemu Mäntysaari, né à Tampere le 7 janvier 1987, est un musicien finlandais. Il est le guitariste soliste du groupe de thrash metal Megadeth, qu'il a rejoint en 2023. Il a été guitariste avant cela pour le groupe Imperanon de 2005 à 2007. 
Il est également guitariste du groupe Wintersun depuis 2004, de Martin Beck's Induction depuis 2014 mais aussi dans un second groupe finlandais nommé Run For Cover. 
En 2020, il rejoint Smackbound en tant que guitariste, groupe avec lequel il sort un premier album intitulé 20/20. 

## Discographie
| Groupe     | Date de sortie | Titre              | Label             |
| Wintersun  | 2012           | Time I             | Nuclear Blast     |
| Wintersun  | 2017           | The Forest Seasons | Nuclear Blast     |
| Wintersun  | 2017           | Wintersun 2.0      | Nuclear Blast     |
| Smackbound | 2020           | 20/20              | Frontiers Records |